# 北村 (広島県)
北村（きたむら）は、広島県高田郡にあった村。現在の安芸高田市の一部にあたる。

## 地理
- 河川：生田川[1]

## 歴史
- 1889年（明治22年）4月1日、町村制の施行により、高田郡北村が単独で村制施行し、北村が発足[1][2]。
- 1934年（昭和9年）郵便局開設[1]。
- 1956年（昭和31年）4月1日、高田郡生桑村、本村、横田村と合併し、町制施行し美土里町を新設して廃止された[1][2]。

## 産業
- 農業[1]

## 教育
- 1904年（明治37年）北尋常高等小学校開校[1]